# Umaibō
L'Umaibō (うまい棒) que es podria traduir per "barreta deliciosa" és un aperitiu de dacsa en forma cilíndrica, unflada i xicotet originari del Japó. És produït per la marca Yaokin. La consistència és tova, similar a la d'altres snacks de dacsa com els Cheetos. La mascota oficial del producte és un gat que es diu Umaemon, una clara paròdia del personatge de manga i anime Doraemon. Són coneguts per tenir un preu assequible.

## Gusts

### Actualment en producció
- Mentaiko (Ous d'abadejo)
- Potage de dacsa
- Natto
- Formatge
- Hamburguesa Teriyaki
- Salami
- Amanida
- Pollastre al curri
- Gambes i maionesa
- Salsa tonkatsu
- Takoyaki
- Xocolate
- Llengua de bou
- Pizza
- Bescuit ensucrat
- Pastissets fets d'arròs a l'estil Zongzi

### Discontinuats
- Dolç de Caramel
- Cacau
- Kabayaki
- Calamar deshidratat a l'estil japonés
- Omurice
- Gyōza
- Onigiri d'umeboshi
- Curri
- Hot dog
- Llamàntol americà
- Pastissets de cranc